# Virgin Samoa
Virgin Samoa, anciennement Polynesian Blue (code AITA DJ comme également Virgin Australia, du groupe Virgin), est une ancienne compagnie aérienne de l'Océanie, basée à Apia (Samoa). Autrefois, sous le nom de « Polynesian Blue », déclinaison polynésienne de la compagnie aérienne à bas prix Virgin Blue (aujourd'hui Virgin Australia) (pour ses liaisons entre l’Australie et la Nouvelle-Zélande). La compagnie a pris son envol le 31 octobre 2005 et a cessé ses opérations le 17 novembre 2017.
Le vol inaugural a eu lieu entre Apia (capitale des Samoa) et Auckland (Nouvelle-Zélande).
La société a estimé dans un communiqué que ce genre d’innovation, en matière de partenariat public-privé, pouvait faire figure, en Océanie, de « modèle » en matière d’amélioration des performances d’entreprises publiques souvent déficitaires dans cette région.
À l'origine, Polynesian Blue est une société créée en partenariat entre Virgin Blue et la partie "vols internationaux long-courrier" de la société samoane Polynesian Airlines, dont le principal actionnaire était le gouvernement. Lors du passage de Virgin Blue à Virgin Australia en mai 2011, il a été annoncé que Polynesian Blue changera de nom à son tour dans les prochains mois, tout comme Pacific Blue et V Australia. C'est ainsi que le 7 décembre 2011, Polynesian Blue prend le nom de Virgin Samoa. 
Les prix pratiqués ont été considérés par les autorités touristiques de ces petits pays comme ayant été, ces derniers mois, des facteurs d’augmentation du taux de fréquentation de leurs destinations respectives.

## Identité visuelle

Logo de Polynesian Blue d'octobre 2005 à décembre 2011
Logo de Virgin Samoa depuis décembre 2011